# Tan Wee Kiong

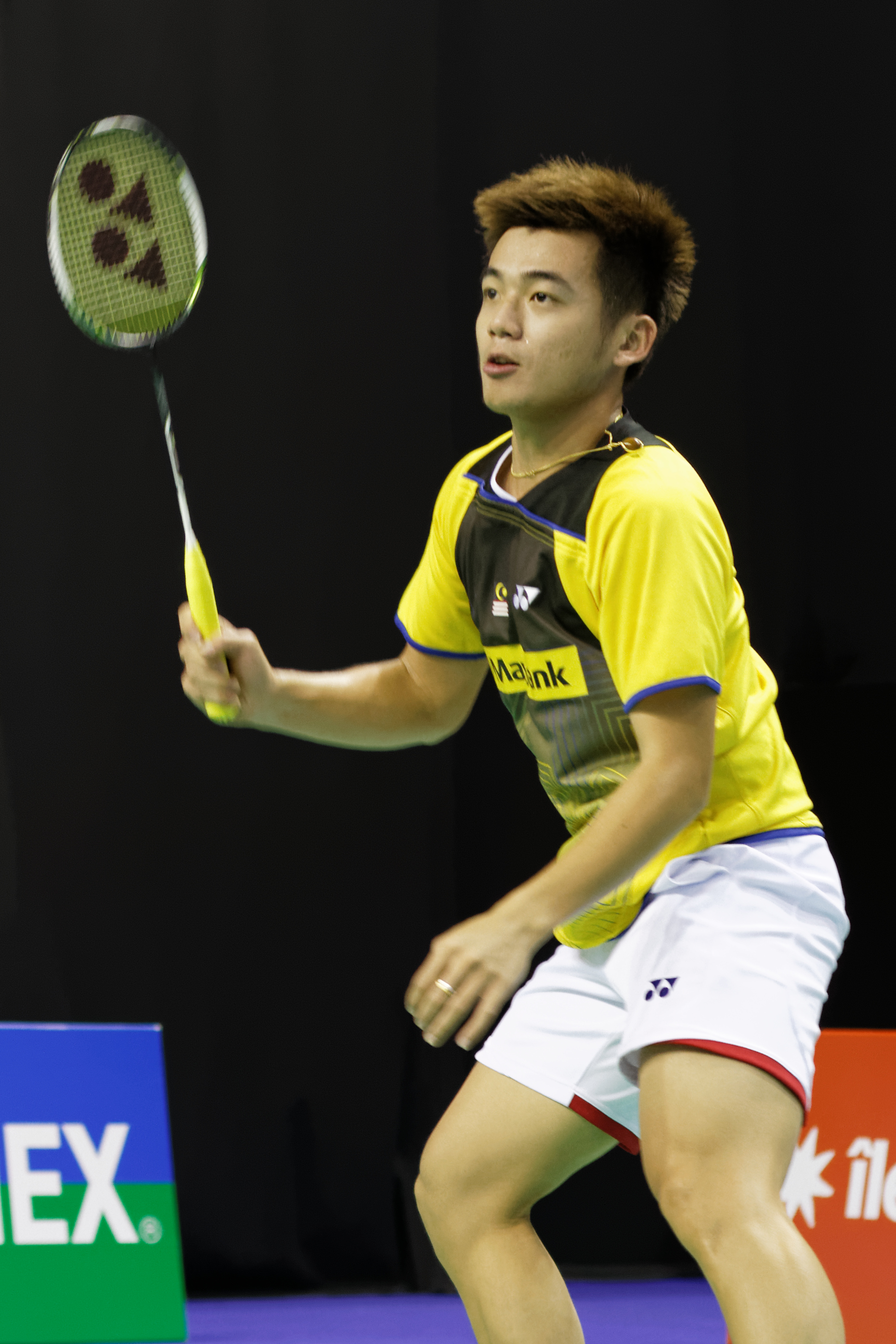
Tan Wee Kiong

Tan Wee Kiong (* 21. Mai 1989) ist ein malaysischer Badmintonspieler.

## Karriere
Tan Wee Kiong gewann 2007 die Junioren-Badmintonasienmeisterschaft im Mixed mit Woon Khe Wei. Bei den Südostasienspielen desselben Jahres wurden beide Fünfte, bei der Weltmeisterschaft 17. Bei der Denmark Super Series 2010 wurde er Fünfter im Herrendoppel mit Mak Hee Chun ebenso wie bei der Japan Super Series 2010.

## Sportliche Erfolge
| Saison | Veranstaltung               | Disziplin    | Platz | Name                              |
| ------ | --------------------------- | ------------ | ----- | --------------------------------- |
| 2007   | Junioren-Asienmeisterschaft | Mixed        | 1     | Tan Wee Kiong / Woon Khe Wei      |
| 2007   | Südostasienspiele           | Mixed        | 5     | Tan Wee Kiong / Woon Khe Wei      |
| 2007   | Weltmeisterschaft           | Mixed        | 17    | Tan Wee Kiong / Woon Khe Wei      |
| 2008   | Singapur Super Series       | Herrendoppel | 3     | Razif Abdul Latif / Tan Wee Kiong |
| 2010   | Denmark Super Series        | Herrendoppel | 5     | Tan Wee Kiong / Mak Hee Chun      |
| 2010   | Japan Super Series          | Herrendoppel | 5     | Tan Wee Kiong / Mak Hee Chun      |
| 2010   | Asienspiele                 | Herrendoppel | 17    | Tan Wee Kiong / Mak Hee Chun      |